# Sociedade Portuguesa para o Estudo das Aves
La Sociedade Portuguesa para o Estudo das Aves (SPEA) (en español: Sociedad Portuguesa para el Estudio de las Aves)  es una organización no gubernamental medioambiental y asociación científica portuguesa fundada en 1993 que promueve el estudio y la conservación de las aves en Portugal. Con sede en Lisboa, la sociedad cuenta con cerca de 3.200 miembros y representa a BirdLife International en Portugal.
Posee el estatuto de organización de ámbito nacional en el Registro Nacional de las Organizaciones no Gubernamentales Ambientales y Equiparadas. Actúa en el ámbito de la ornitología, habiendo contribuido a la salvación de algunas especies de aves de su extinción, principalmente el camachuelo de las Azores, quien por la acción de la SPEA vio mejorar su estado de conservación de En Peligro Crítico (CR) a En Peligro (EN).
La SPEA ha recibido el reconocimiento de otras entidades, habiendo sido galardonada con el Premio BES Biodiversidad en 2008 y 2010

## Socios
Los socios de la SPEA contribuyen con sus cuotas para el sustento la asociación. Además, se benefician de privilegios como la suscripción gratuita a la revista «Pardela» y descuentos en servicios y productos de las entidades colaboradoras y en artículos de la tienda.

## Proyectos
La SPEA es responsable de varios proyectos de conservación en el territorio portugués y también presta apoyo a algunos en el extranjero. Cabe destacar actualmente el «LIFE Laurisilva Sostenible», el «LIFE Islas Santuario para las Aves Marinas», el «Atlas de Aves Invernantes y Migratorias», el «FAME - Future of the Atlantic Marine Environment» (en español: Futuro del Medio Ambiente Marino en el Atlántico), y el proyecto «Líneas Eléctricas en el continente, Madeira y las Azores». 
La SPEA tiene también como objetivo dinamizar acciones de educación ambiental, ofreciendo a sus socios un calendario de actividades relacionadas con la observación de aves. Las acciones de voluntariado se encuentran presentes igualmente durante todo el año, enmarcadas en los diversos proyectos que la SPEA desarrolla. El «Censo de Aves Comunes» y el proyecto «Llegadas y recuentos RAM» son ejemplos de proyectos que se encuentran siempre necesitados de observadores con algunos conocimientos sobre aves. Existen otros que transcurren en una época específica del año, para los cuales no son necesarios tantos conocimientos, únicamente el gusto por la convivencia con la naturaleza. Son ejemplos de esto último el «Censo de Milanos en las Azores y Madeira» y el «SpringAlive». 

## Comité Portugués de Rarezas
El Comité Português de Raridades (CPR) (en español: Comité Portugués de Rarezas) es el órgano de la SPEA que homologa las observaciones de aves consideradas raras en Portugal.
El CPR recibe informes de observaciones de aves, que después analiza para verificar su veracidad y si corresponden a una especie en estado salvaje, o si por el contrario corresponden a fugas de cautividad (aves que hayan escapado de colecciones particulares).
Debido a la grande distancia entre los archipiélagos portugueses y el continente, aves que son comunes en una de estas regiones pueden ser bastante raras o inexistentes en otra. Por esto, el CPR mantiene cuatro listas distintas:
1. Portugal continental
2. Archipiélago de las Azores
3. Archipiélago  de Madeira
4. Archipiélago de las Islas Salvajes

Cada lista incluye las aves que se consideran habituales en estado salvaje en el territorio y en la zona económica exclusiva de cada una de las regiones, y que no necesitan ser enviadas al CPR. Estas listas se revisan todos los años, de forma que reflejen las variaciones en las poblaciones de aves presentes en cada una de las regiones.
La SPEA publica en su Anuario Ornitológico las observaciones homologadas por el CPR.